# Ditaxis micrandra
Ditaxis micrandra är en törelväxtart som först beskrevs av Léon Camille Marius Croizat, och fick sitt nu gällande namn av Radcl.-sm. och Rafaël Herman Anna Govaerts. Ditaxis micrandra ingår i släktet Ditaxis och familjen törelväxter. Inga underarter finns listade i Catalogue of Life.